# Giovanni Antonio Matera
Giovanni Antonio Matera (Trapani, 2 settembre 1653 – Palermo, 1718) è stato uno scultore e modellatore di presepi italiano.

## Biografia
Noto anche come Giovanni Matera, era figlio di Leonardo e di Antonina Cangemi. Le scarse e confuse notizie biografiche narrano che, accusato di  un delitto, trovò asilo nelle campagne di Monreale, nel feudo dei marchesi Di Gregorio, i quali per mille onze gli acquistarono sculture. Visse poi nel convento di Sant'Antonino, a Palermo e lì morì. I fratelli Diego, Rosario, e Giuseppe gli furono di aiuto, a bottega.
Realizzava statuine per il presepe, utilizzando legno, tela, cartapesta, gesso e colla, e per questo motivo era noto come "Mastru Giovanni Matera lu pasturaru". Si formò a contatto con la tradizione barocca palermitana, ispirandosi in particolare ai modi di Giacomo Serpotta. In lui si nota un riferimento al caravaggismo, ma anche e all'arte pittorica barocca meridionale che tende a mescolare realtà e idealità.
In queste sculture di piccolo formato egli raggiunse alti livelli di  plasticità e di vigore espressivo, accentuati da una coloritura a forti policromie e da contrasti chiaroscurali, mutuati dalla pittura barocca di ambito realistico. Egli eccelleva nella espressività, anche drammatica, dei volti. Giovanni Antonio Matera è stato il più dotato tra gli artigiani-scultori siciliani del suo tempo che modellavano statuine da presepe, su commissione dei nobili e degli Ordini religiosi.
I suoi pastori sono piccole sculture in tecnica mista. Sul corpo, appena sbozzato in legno di tiglio, egli incastrava la testa, gli arti e le calzature, scolpiti in legno separatamente. Vestiva poi i suoi pastori di tela e di lana, sovrapponendo e morbidamente drappeggiando le stoffe che poi impregnava con una mistura di gesso e di colla di coniglio, per renderle dure e consistenti. La tecnica di collanti a base animale, unita a nuove misture d'argilla, di stucco e di pastiglia, servì a realizzare la scenografia del presepe. Faceva largo uso anche di conchiglie e di corallo trapanese. Le composizioni di Matera si ispiravano, con larga libertà, ai testi sacri e risentivano della tradizione orale e della devozione popolare locale.

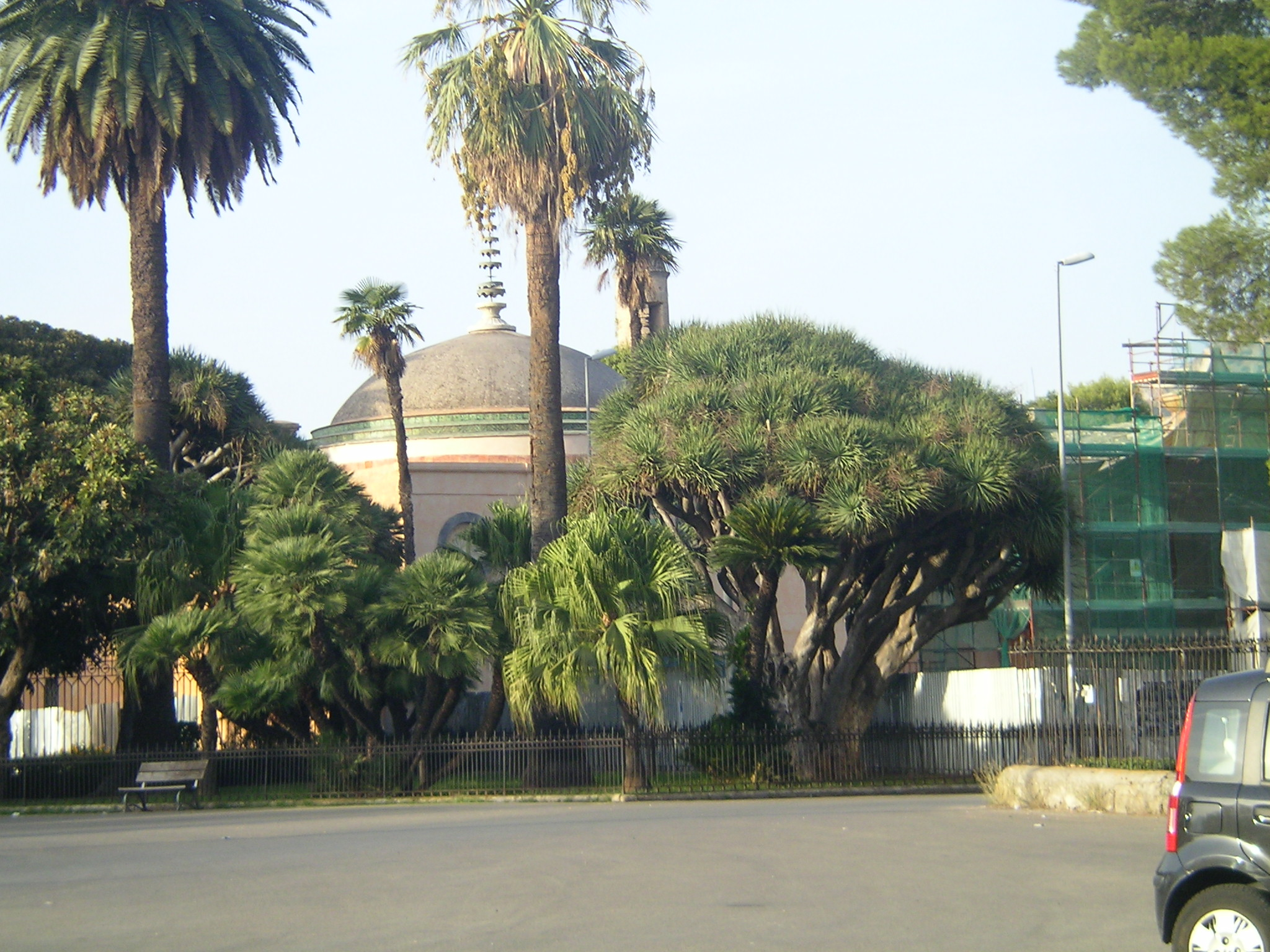
Palermo, Museo Pitrè

### Opere in musei e in mostre
Sue sculture, con scene della Natività, dell'Adorazione, della Circoncisione, della Strage degli Innocenti, della Fuga in Egitto, oltre a 397 Pastori sono al Museo etnografico siciliano Giuseppe Pitrè, di Palermo. Forte è la carica gestuale e audace la torsione dei corpi, nella Strage degli Innocenti: uno straziante e popolare racconto scultoreo. Nel 1817 Ludovico I di Baviera, allora principe ereditario, durante un viaggio in Sicilia acquistò un certo numero dei pastori e statuine rappresentanti Storie evangeliche. Suo figlio Massimiliano II di Baviera donò queste opere scultoree al nascente Museo nazionale bavarese, dove sono ancora oggi esposte. Al Museo Giannettino Luxoro di Nervi (Genova) c'è un Presepe.
Alla mostra "Il Presepe ritrovato. L'opera di Giovanni Antonio Matera", al Museo Pitrè, sono state esposte nel 2000 una serie di 250 statuine che da dieci anni non erano visibili, per restauri. Erano state disinfettate e pulite, con consolidamento delle parti deteriorate, con reintegrazione pittorica e plastica e con verniciatura finale.

### Libri
- Gaetano Bongiovanni, Giovanni Antonio Matera: un grande scultore di figure in piccolo, Palermo, Ariete, 1991, SBN BVE0254835.
- Emmanuel  Bénézit, Dictionary of artists, Paris, Gründ, 2006, vol. 9, SBN LO11077684.
- La luce del Natale: Matthias Stom e Giovanni Matera: prodigi della pittura, incanti del presepe, Palermo, Regione siciliana, Assessorato dei beni culturali e dell'identità siciliana, Dipartimento dei beni culturali e dell'identità siciliana, 2010, SBN TO01797876.

### Audiovisivi
- Maria Carcasio (a cura di), Giovanni Antonio Matera Mastru pasturaru: Il restauro della collezione di pastori da presepe ex Bono Cianciolo, Palermo, Regione siciliana, 1999, SBN DDS0257102. Videocassetta, regia di Marco Columba.
- Maria Elena Volpes (a cura di), Il presepe ritrovato: Giovanni Antonio Matera, Palermo, Assessorato regionale dei beni culturali, ambientali e della pubblica istruzione, Soprintendenza per i beni culturali, Sezione per i beni etno-antropologici, 2000, SBN CFI0520351. Videocassetta.